# Кейрин
Ке́йрин (яп. 競輪 / ケイリン кэйрин, «соревнующиеся колеса», «велогонка») — разновидность велотрековых гонок, где финальному спринту предшествуют несколько кругов с установленной скоростью. Кейрин был придуман как азартная игра около 1948 года в Японии.

## Кейрин в Японии
В Японию профессиональные велогонки пришли в виде своеобразных «скачек», где зрители могли делать ставки. В 1957 году была основана Японская ассоциация кейрина — NJS (日本自転車振興会 (яп.  Nihon Jitensha Shinkōkai) досл. Японская ассоциация по продвижению велоспорта, которая, кроме проведения соревнований, должна была установить технические стандарты и разработать униформу. Сегодня кейрин-гонки находятся в ведении JKA Foundation (Japan Keirin Association). Женские гонки сначала организовывались с 1949 по 1964 год, а потом были возобновлены с 2012 года.

### Описание гонки
Состязание начинается с церемониального прохода велосипедистов к стартовой стойке. Спортсмены кланяются при входе на велотрек и непосредственно у старта. Ради облегчения просмотра гонки и для создания более простой системы ставок каждый спортсмен имеет свой номер и форму определённого цвета. Протяженность гонки обычно составляет около двух километров; кейрин-турниры делятся на раунды с заключительным заездом; начальные позиции спринтеров определяются жребием.
Старт даётся пистолетным выстрелом. Определённое количество кругов велосипедисты должны ехать позади регулировщика скорости (мотоцикл-дерни или тандемный велосипед), который постепенно ускоряется с 25 до 50 км/ч. Регулировщик скорости покидает трек примерно за 600—700 метров до финиша. За полтора круга до финиша служащие велотрека начинают бить в колокол или гонг, постепенно наращивая частоту ударов, пока гонщики не выйдут на последний круг. Финальная скорость спортсменов достигает 70 км/ч — победителем объявляется первый пересёкший финиш.
За гонкой наблюдают четыре судьи, которые сидят на башнях, расположенных на поворотах (обычно называемых углами). После финиша судьи поднимают белый или красный флаг, свидетельствующие соответственно о «чистоте» прошедшей гонки или о наличии нарушений на участке, отведённом судье. В случае подозрений проводится небольшое расследование: просматривается видеозапись плёнки и выносится решение. Если будет доказано, что гонщик нарушил правила, то он обычно дисквалифицируется.

### Школа кейрина
Желающие стать профессиональными кейрин-гонщиками поступают в Японскую школу кейрина. Только 10 процентов участников конкурса проходят отбор и приступают к изнурительным ежедневным тренировкам. Распорядок дня для учеников строго расписан с 6.30 утра до 10 вечера. Тренировки включают в себя как физическую подготовку, так и теоретические занятия (в том числе занятия по этикету). Новички также ограничены в коммуникации с семьёй, исключено заведение романтических знакомств. Тем не менее, на заявку в кейрин-школу многие смотрят как на форму самопожертвования. Обучение в школе заканчивается сдачей официальных экзаменов.

### Спортивные звания
В кейрине всего 6 ступеней званий, по которым можно подняться, участвуя в соревнованиях в Японии. Самое высокое звание — SS, за ним следуют S1, S2, A1, A2 и A3. Выпускники школы кейрина получают звание А3.
Визуально звание спортсмена обозначается цветом шорт: чёрные шорты с зелёной полосой белыми звёздами для А-класса; для S-класса полоса — красная; гонщики высшего SS-класса получают красные шорты с чёрной полосой, белыми звёздами и особой эмблемой.
Введённый с 2007 года SS-класс присуждается девяти лучшим атлетам на год. Гран-при кейрина проводится Японской ассоциацией кейрина каждый декабрь.

### Ставки
Некоторые разновидности ставок:

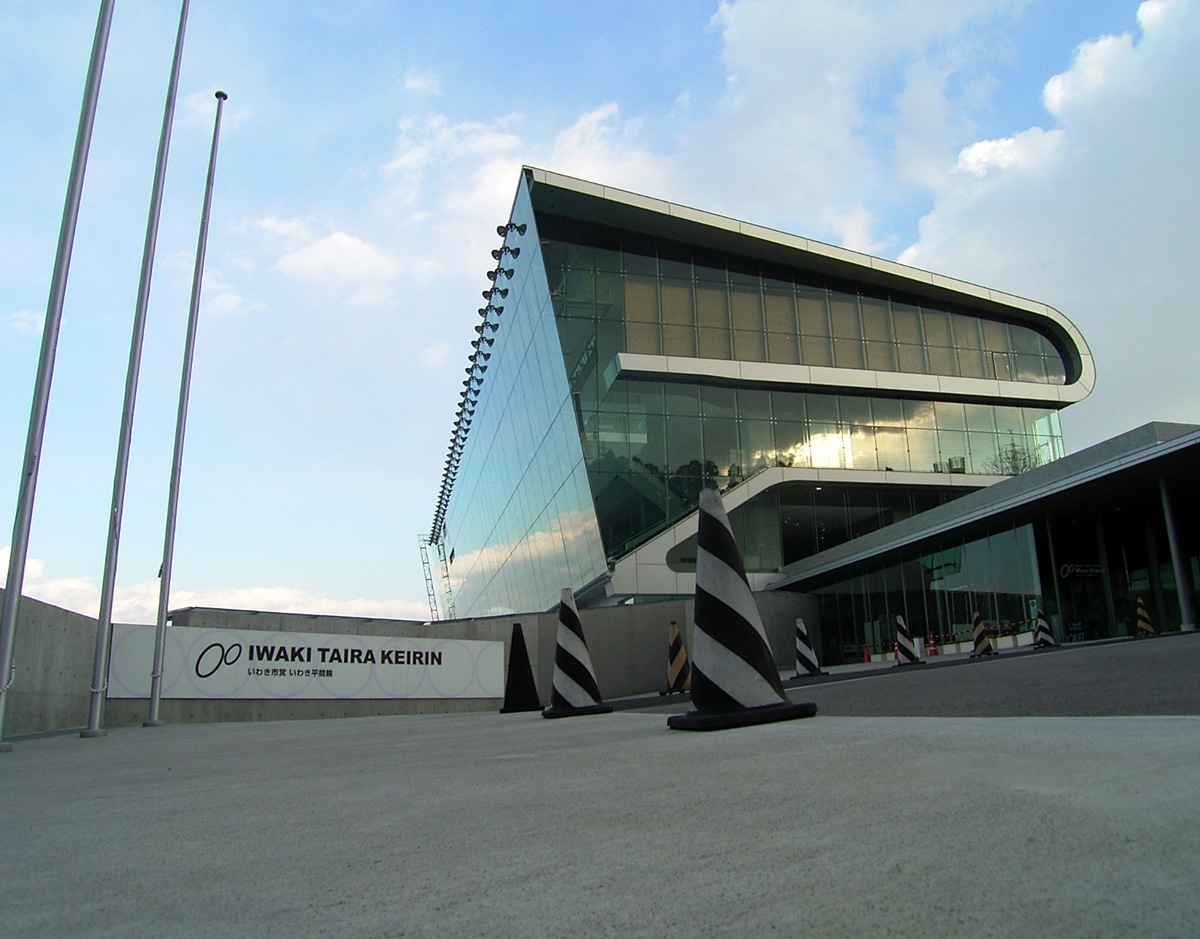
Главный вход и трибуна велодрома в Иваки

- Exacta (яп. ２車単 нисятан) — назвать первых двух победителей в точном порядке
- Quinella (яп. ２車複 нисяфуку) — назвать первых двух победителей в любом порядке
- Trifecta (яп. ３連単 санрэнтан) — первые три победителя в точном порядке
- Trio (яп. ３連複 санрэмпуку) — первые три победителя в любом порядке
- Quinella Place или WIDE (яп. ワイド вайдо) — назвать двух гонщиков из первой тройки в любом порядке

Некоторые ставки нельзя делать, если в гонке меньше 9 участников
Во время крупных гоночных событий зрителями предлагается сделать «джекпот» ставки:
- Dokanto! 4 two[3] — назвать первого и второго победителей в каждой из последних четырёх гонок дня
- Dokanto! 7[4] — назвать победителя каждой из семи последних гонок дня. В исключительных ситуациях, когда гонки объявлялись прерванными по «техническим» или «внешним» причинам (независимо от спортсменов), велодромам пришлось возместить ставщикам миллионы иен. Такие случаи обычно называются сбой (яп. 不成立 фусэйрицу).

Гонка на велодроме в Сидзуоке 2 января 2008 года была прекращена как «фусэйрицу», когда заднее колесо мотоцикла регулировщика скорости задело колесо велосипеда одного из гонщиков, который упал и выбыл. Во время гонки на велодроме Иваки отдельные нарушения правил привели к дисквалификации целого заезда: все, кроме одного, гонщики были отстранены управлением велодрома от соревнований на год. Наказания были отменены спустя четыре месяца.

### Инвентарь
Из-за машины-тотализатора, связанной с кейрин-гонками в Японии, были разработаны строгие стандарты проведения спортивных событий, стандарты для технических параметров велосипедов и даже инструментов.
В настоящее время в Японии действуют 50 велодромов, которые ежегодно посещают более 20 миллионов людей. Общий размер ставок превышает 1,5 триллиона иен (15 миллиардов долл.).
Именно из-за такого огромного оборота денег NJS следит за использованием строго стандартизированного оборудования. У всех гонщиков практически одинаковые велосипеды, что исключает любое преимущество, связанное со спортивным инвентарём. Каждый гонщик также обязан получить лицензию на участие в соревнованиях (посещение школы кейрина обязательно).

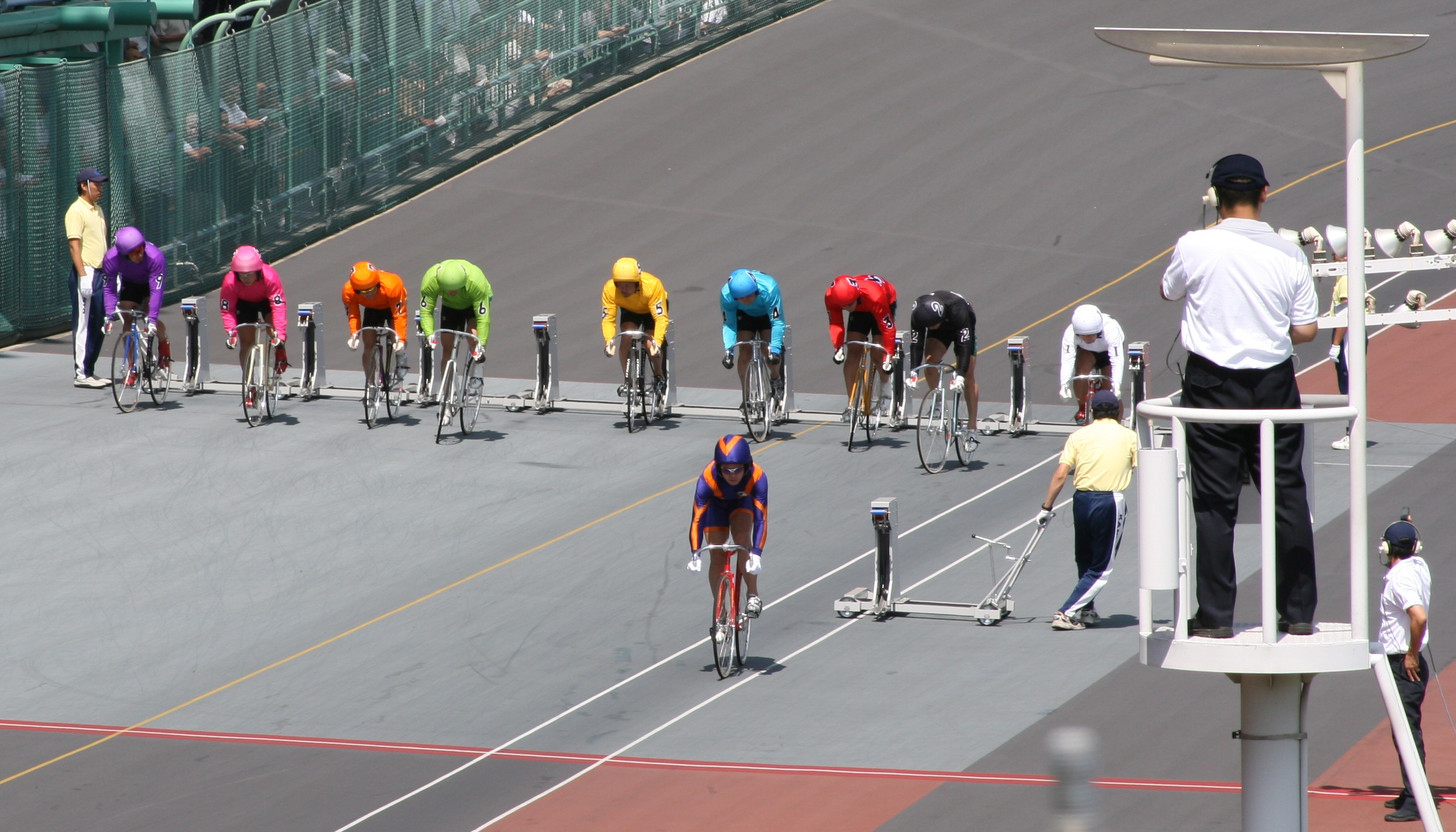
Старт гонки, Татикава, Япония

Велокомпоненты, прошедшие контроль качества NJS, обычно стоят дороже как раз благодаря строгим стандартам производства. Лицензия на производство компонентов для кейрина выдана относительно немногочисленным компаниям, как например: Nagasawa, 3Rensho, Makino, Kalavinka, Level, Bridgestone, Panasonic, Samson, Shimano, Nitto, Hatta, MKS, Kashimax и Sugino. Так как одной из основных идей NJS является поддержка японского велодвижения, ассоциация особенно скрупулёзно подходила к иностранным производителям, и лицензия не выдавалась никаким зарубежным фирмам, кроме итальянской Campagnolo.
Компоненты велосипедов изготавливаются согласно инструкциям NJS из разрешённых материалов. К примеру, колеса с 32 спицами не разрешены, в отличие от «классических» трековых колес на 36 спицах, которые обычно несколько тяжелее. Все детали прошедшие сертификацию NJS отмечаются специальным штампом. Распространённым заблуждением является то, что печать «NJS» является знаком качества, однако это лишь знак соответствия стандартам.
Для кейрин-соревнований за пределами Японии использование лицензированных деталей не обязательно.

## Олимпийские игры
Впервые мужской кейрин был включён в программу Олимпийских игр в Сиднее в 2000 году. Первые олимпийские медали по кейрину среди женщин были разыграны на Олимпиаде в Лондоне в 2012 году.
| Олимпиада | Чемпион                      | Чемпионка                        |
| --------- | ---------------------------- | -------------------------------- |
| 2000      | Флориан Руссо Франция        | Соревнования не проводились      |
| 2004      | Райан Бэйли Австралия        | Соревнования не проводились      |
| 2008      | Крис Хой Великобритания      | Соревнования не проводились      |
| 2012      | Крис Хой Великобритания      | Виктория Пендлтон Великобритания |
| 2016      | Джейсон Кенни Великобритания | Элис Лигтле Нидерланды           |

## Чемпионаты мира
С 1980 года кейрин является частью мужского Чемпионата мира Международного союза велосипедистов (для женщин — с 2002 года). Дэниел «Дэнни» Кларк из Австралии и Ли На из Китая стали первыми мировыми чемпионами по кейрину.
Чемпионами мира 2013 года среди мужчин и женщин стали Джейсон Кенни и Ребекка Джеймс.

## Кейрин в популярной культуре

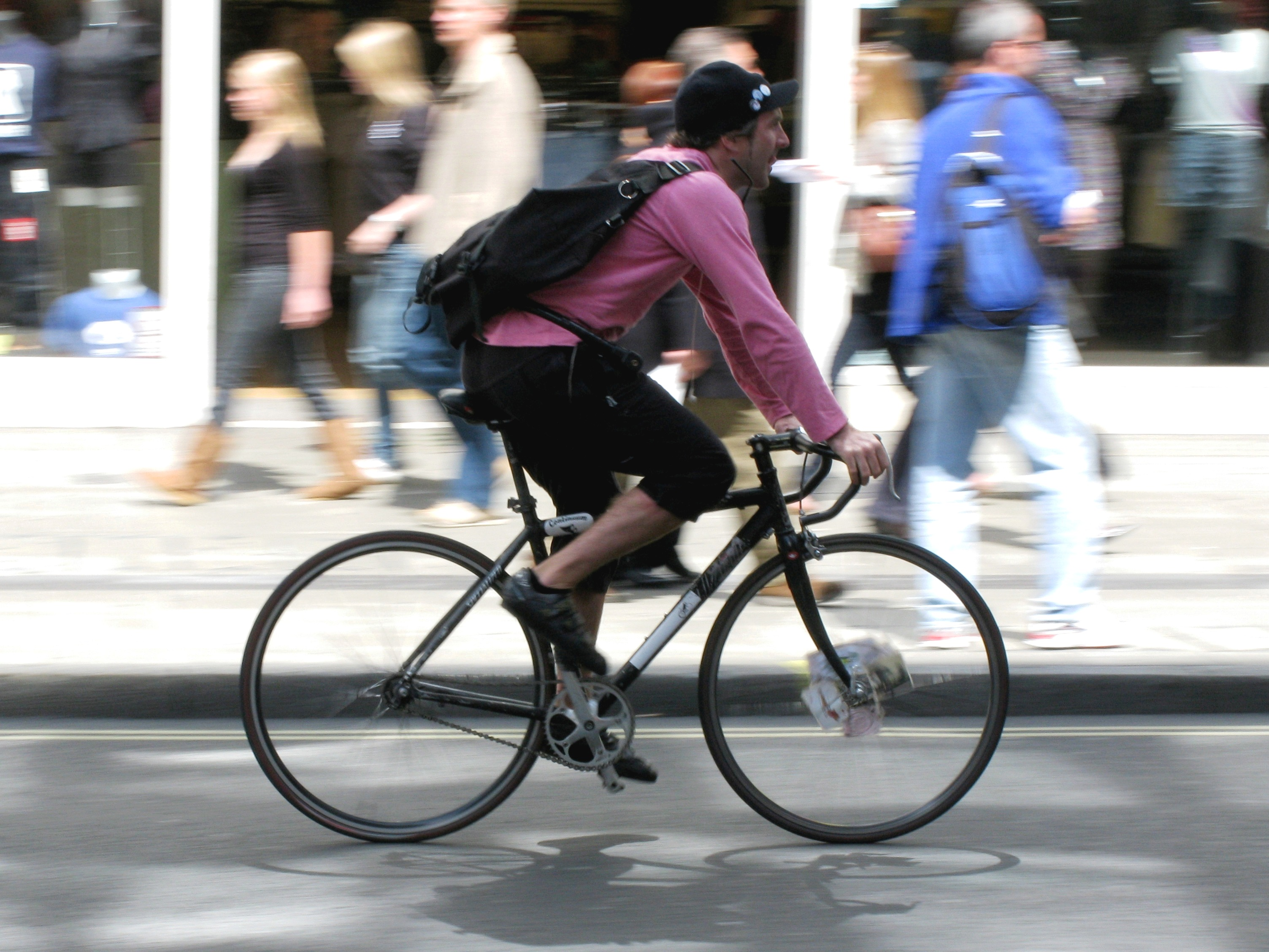
Велокурьер, Лондон

После изобретения втулок со свободным ходом трековые велосипеды использовались исключительно в спортивных соревнованиях. Возрождение интереса к велосипедам с фиксированной передачей началось в 1970-х годах именно в Японии: там велокурьеры стали использовать трековые велосипеды для доставки почты. Они начали ездить по городу на велосипедах для кейрина — выбор курьеров пал именно на такие велосипеды по нескольким причинам: они лёгкие, состоят из минимального количества компонентов и неприхотливы в обслуживании. После того, как трековые велосипеды появились на улицах Японии, на них обратили внимание курьеры из Нью-Йорка и Сан-Франциско, и в 1990-е годы в американских городах начала процветать эта велосубкультура. К двухтысячным мода на велосипеды-«глухари» получила глобальное распространение, а в 2004-м году первый человек в России, не являющийся спортсменом, выехал на трековом велосипеде на улицу.
Те же велокурьеры, а затем и просто любители велосипедов, стали устраивать так называемые аллейкэты (англ. alleycat race досл. «гонка переулочных котов»). Аллейкэт это неофициальная велогонка по городу. Неформальность организации сочетается с большим акцентом на принятие участия в мероприятии, нежели на соревновательной части. На многих аллейкэтах вручают приз последнему финишировавшему участнику — англ. Dead Friggin' Last («Блин!- последний») или DFL.
Первая гонка, названная «Alley Cat» состоялась в Торонто 30 октября 1989 г. Гонка проводилась в своей оригинальной форме последующие пять лет на Хэллоуин и День святого Валентина. В 1993 году, когда велокурьеры из Торонто рассказали про Аллейкэт на Первой международной гонке велокурьеров (C.M.W.C Berlin), название и концепция широко распространились по всему миру.
Регулярно организуемые аллейкэты можно видеть в крупных городах Северной Америки, Европы и Азии. Во многих более мелких городах, где нет велокурьеров, аллейкэты проводятся сообществами растущей субкультуры городских велосипедистов.
В 2013 году австралийской компанией «Chasing the Glory» был снят небольшой документальный фильм Ryokou (яп. 旅行 "путешествие") о Шейне Перкинсе, который был приглашен в Японию для участия к соревнованиях по кейрину.